# География Греции
Греция расположена на юге Европы, на юге Балканского полуострова, а также на островах Средиземного, Эгейского и Ионического морей.

## Географическое положение
Площадь составляет 132 тыс. км², в том числе островов 25,1 тыс. км². Территория Греции располагается примерно от 35°00′N до 42°00′N по широте и от 19°00′E до 28°30′E по долготе. Граничит с Болгарией (494 км границы), Северной Македонией (228 км), Турцией (206 км) и Албанией (282 км границы).
Омывается Средиземным, Ионическим, Эгейским и Ливийским морями, протяжённость береговой линии более 15000 километров. Количество островов составляет более 3000. Острова объединены в несколько архипелагов. Суммарная площадь островов — 24 800 км², что составляет 20 % территории.
Территория Греции делится на три части:
- материковая Греция, в состав которой входят Греческая Македония (Флорина, славянское название Лерин, Пелла, Кавала, Кастория, Халкидики и др), Фракия (Родопи, Ксанти и Эврос), Эпир (Теспротия, Превеза, Янина и др), Фессалия (Лариса, Магнисия и др) и Центральная Греция (Фтиотида, Фокида, Аттика и др). Также географически к этому региону можно отнести Ионические острова;
- Пелопоннес — крупнейший полуостров Греции и очаг древнейшей цивилизации Европы, включает номы Аркадия, Лакония, Мессиния и т. д. Здесь же расположен знаменитый Коринфский канал, прорытый французской фирмой для греческого государства в XIX веке;
- острова Эгейского моря, крупнейшими из которых являются Крит — крупнейший остров Греции и восьмой в Европе (8259 км²) и Эвбея — второй по величине, после Крита, остров Греции (3654 км²), соединённый с континентом мостом, переброшенным через пролив Эврип, а также Лесбос (1630 км²), расположенный у берегов Турции. Также здесь расположено множество групп небольших островов — Северные Спорады, Киклады, Додеканес.

## Рельеф
Рельеф преимущественно горный. 80 % территории страны составляют горы и плоскогорья, при этом горные массивы занимают 25 % территории, преобладают средневысотные горы высотами от 1200 до 1800 метров. Греческий ландшафт — это чередование скалистых, обычно безлесных гор, густонаселённых долин, многочисленных островов, проливов и бухт. Широкое распространение известняков, особенно в западной части страны, привело к формированию карстовых воронок, пещер.
Восточная часть страны, Пелопоннес, побережья (город Арта в заливе Амвракикос, западное побережье, города Волос и Ламия) носят равнинный характер.
В центральной части материковой Греции располагается горная система Пинд (Динарское нагорье). Западная часть полуострова (Эпир) — известняки. На севере страны рельеф обусловлен гранитами и гнейсами с известняками, северный Пинд. На востоке — нагорья и грабены, Фессалийская равнина — самая большая в Греции межгорная впадина.
Высочайшая гора Греции — Олимп (2917 м). Над Коринфским заливом возвышается гора Парнас (2457 м). Обе вершины входят в систему Пинд. Горы отделяют равнины Аттики от равнин Беотии. Побережья образованы крутыми скалами.
Пелопоннес — полуостров, соединённый с материком Коринфским перешейком. Горы Пелопоннеса — это продолжение гор Пинд. Отходящие к югу и юго-востоку от Пелопоннеса хребты образуют заливы, мысы Акритас, Матапан (Тенарон) и Малея. Восточный полуостров Арголида находится между заливами Сароникос и Арголикос. Берег расчленён и окаймлён равнинами Арголида, Лакония и Элида.
Греческая Македония и Фракия окаймляют северный берег Эгейского моря. Реки Альякмон, Вардар, Стримон и Нестос берут начало от Балканского полуострова. Их равнины отделены холмами. Во Фракии находятся Родопские горы, равнины заполнены сухими песками и глиной. На северном побережье Эгейского моря находится полуостров Халкидики. Его части — Касандра, Ситония и Айон-Орос. На полуострове Айон-Орос находится гора Афон (2033 м).

## Острова
В состав Греции входит более 3000 островов, от крупных (Крит, Эвбея) до крохотных (Патмос, Хриси, Мейисти). На их долю приходится около 20 % всей греческой территории.
Все острова разделяются на несколько групп:
- Ионические острова — расположены в Ионическом море, у западных берегов Греции. Крупнейший остров — Кефалиния.
- Северные Эгейские острова — расположены на севере Эгейского моря, у берегов Турции. Крупнейший остров — Лесбос.
- Северные Спорады и остров Эвбея — расположены у восточных берегов Греции.
- Киклады — находятся в центре Эгейского моря. Центр древней развитой Кикладской культуры. Здесь расположены в основном небольшие острова: Андрос, Наксос, Миконос, Санторини.
- Додеканес — группа островов, расположенных на юге Эгейского моря, у берегов Турции. иногда также их называют Южными Спорадами. Это важный центр туризма в Греции. Крупнейший остров — Родос.
- Крит — крупнейший остров Греции. Центр древней Критской цивилизации. Рядом с островом расположено множество небольших островков-спутников (Хриси и т. д.). С юга остров омывается Ливийским морем.

## Полезные ископаемые
Наиболее распространённым и добываемым является лигнит — слабоуглифицированный бурый уголь. Он является главным топливным ресурсом Греции. В конце XX века в Эгейском море были обнаружены небольшие запасы нефти и газа. Ведётся их разработка.
Относительно богата Греция рудными полезными ископаемыми. Среди них железные, марганцевые, никелевые, хромовые, медные и полиметаллические руды. В Аттике, у города Лаврион со времён Древних Афин ведётся добыча серебра и свинца. Во Фракии ведётся добыча сульфидных и никелевых руд.
На острове Наксос расположено крупнейшее в мире месторождение наждака. На островах Санторини и Нисирос ведётся массовая добыча пемзы. Так как это острова вулканического происхождения, здесь бывали частые извержения вулканов, что и привело к образованию этого материала.
На Кикладах добывают различные строительные материалы: мрамор, гранит, известняк и песчаник.
Значительны запасы бокситов — алюминиевых руд. По оценкам геологов в недрах Греции залегает около 650 млн т. этой ценной руды, что делает месторождения бокситов в Греции одними из крупнейших в Европе.

## Климат
Климат Греции можно разделить на три типа: средиземноморский, альпийский и умеренный, каждый из которых влияет на определённую территорию. Горный хребет Пинд сильно влияет на климат материковой части страны: регионы, расположенные западнее склонов Пинда (Эпир) получают большее количество осадков, чем регионы, расположенные на восточной стороне хребта (Фессалия).
Средиземноморский тип климата относится к субтропическому климату, характеризуется мягкой влажной зимой и жарким сухим летом. В этом типе климата расположены Киклады, Додеканес, Крит, восточная часть Пелопоннеса и часть Центральной Греции. Температуры здесь не часто достигают рекордных значений, а зимой, даже на Кикладах и островах Додеканес, иногда может выпадать снег в течение зимних месяцев.
Альпийский тип климата характерен для горных районов страны: Эпир, Центральная Греция, Западная Македония, часть Фессалии, а также номы Ахея, Аркадия и Лакония.
Восточную Македонию и Фракию можно отнести к регионам с умеренным типом климата, с относительно холодной и влажной зимой и жарким, сухим летом.
Афины расположены в переходной зоне, где соединяются два типа климата: средиземноморский и умеренный. В северной части Афин преобладает умеренный климат, в то время как в центральных и южных районах наблюдаются черты средиземноморского климата.

## Гидрография
Реки преобладают горные, короткие, бурные, с живописными порогами и водопадами, часто текущие к морю в узких каньонах. Самая длинная река Греции — Альякмон (более 300 км). Другие крупные реки — Эврос, Нестос, Стримон, Вардар, Ахелоос. Реки непригодны для судоходства, но играют довольно большую роль как источники энергии.
В Греции насчитывается свыше 20 озёр площадью 10—100 км². Самые крупные и глубокие из них тектонического происхождения. К ним принадлежат озёра Трихонис (95,5 км²), Волви (75,6 км²), Вегоритис (72,5 км²). Много карстовых озёр. Они, как правило, небольшие, питаются в основном подземными водами. Крупнейшее из них — Янина (22 км²).

## Флора и фауна
На территории Греции сохранилось не так много видов диких животных, популяции их невелики. Это связано с многотысячелетней историей этой страны — более 8000 лет люди активно истребляли животных и растения на территории Греции. Типичны здесь небольшие животные: зайцы-русаки, барсуки, хохлатые дикобразы и различные виды мышей.
Из крупных млекопитающих наиболее распространены европейский бурый медведь, обыкновенный шакал, обыкновенная лисица, обыкновенная рысь и кабан. Множество видов животных занесено в Красную книгу, среди них морская черепаха логгерхед и белобрюхий тюлень. В древности в Греции жили, например, европейские львы.
Многочисленны в Греции пресмыкающиеся змеи и ящерицы.
Среди птиц чаще всего можно увидеть диких уток, зимородков и куропаток, а также хищников — сов, орлов и коршунов.
В прибрежных территориях водится много чаек, а в водах Греции огромное разнообразие моллюсков и рыб, хотя запасы последних значительно сократились в последнее время.
На территории Греции распространены более 5000 видов растений. Широко распространены в Греции небольшие растения и кустарники: маквис и фригана. На полуострове Халкидики часто встречаются сосновые леса. Распространены кипарисы и платаны. Возраст некоторых достигает нескольких тысяч лет. Очень распространена олива — одно из ценнейших деревьев Греции и всего Средиземноморья.
Для защиты природы в Греции создан ряд национальных парков и особо охраняемых территорий.

## Стихийные бедствия и экологические проблемы
Типичные стихийные бедствия в Греции: землетрясения, засухи, лесные пожары. Наиболее известные в истории Греции землетрясения — Родосское и землетрясение 365 года. Сильнейшими землетрясениями также сопровождалось Минойское извержение на острове Тира (Санторин), произошедшее между 1628 и 1500 годами до нашей эры, следствием извержения и цунами стал упадок и закат Минойской цивилизации на острове Крит. Одно из последних значительных землетрясений в Греции — землетрясение на Крите в 2011 году.
В целом территория Греции характеризуется низким уровнем экологической опасности и допустимым уровнем техногенной нагрузки. Неблагоприятное экологическое состояние сложилось только в районах городских агломераций Афин и Салоник, где проживает около 3 млн человек, или 26 % всего населения страны. В частности, мониторинг Организации экономического сотрудничества и развития показал, что наиболее острые проблемы охраны окружающей среды этих районов — высокий уровень загрязнённости атмосферного воздуха выбросами CO2, соединений SOx и NOx, а также недостаточная степень очистки сточных вод, которые сбрасываются в поверхностные водотоки и водоёмы.
Загрязнение воды — результат многолетнего сброса со сточными водами промышленных загрязнителей, сельскохозяйственных токсичных химикатов, таких как удобрения и пестициды. Залив Сароникос, всё северное и восточное побережье, которые занимают Афины и Пирей — одно из наиболее загрязнённых. В целом Греция владеет 54 км3 водных ресурсов, но 81 % из них используются в сельском хозяйстве и 3 % в промышленных целях. Проблема загрязнения атмосферного воздуха возникла как прямое следствие пренебрежения к экологическим мероприятиям во время быстрого промышленного роста в 1970-х годах в сочетании с несбалансированным развитием и нерегулируемым разрастанием городов: так, 50 % промышленных предприятий Афин построены в центре города. Кроме того геоморфологические условия Аттики приводят к быстрому рассеиванию загрязнителей в воздухе. В частности, лесные пожары 2009 года вызвали образование дымовой завесы над Афинами.
Государственные программы, направленные на снижение выбросов диоксида углерода и свинца в атмосферный воздух, были развёрнуты в 1978 году, когда из-за смога жители Аттики массово стали обращаться в больницы с жалобами на дыхательную и сердечно-сосудистую системы. С июня по август 1982 года правительство закрыло 87 предприятий, 73 предприятиям было предписано сократить выбросы, автомобилям было запрещено движение по центру Афин. В январе 1988 года автопарк такси в центре Афин был уменьшен на 50 %, а частным автомобилям запретили движение по трём основным городским магистралям. Для сокращения выбросов диоксида серы запретили использование сырой нефти для центрального отопления и приняли меры по снижению содержания серы в дизельном топливе и сырой нефти. Решению проблемы помогло и строительство 2 и 3 веток Афинского метрополитена. Поэтому с начала 2000-х годов проблема смога успешно разрешается, а уровень диоксида углерода и оксидов серы и азота стабилизирован на допустимом уровне. Управление водными ресурсами в Греции также достигло значительного прогресса в последние годы, особенно после создания новых правовых требований по водопользованию и водоотведению. В период между 1992 и 2002 годами даже удалось сократить забор воды для сельского хозяйства на 2,5 %. Однако некоторые среди крупнейших рек Греции (Аксиос, Стримон, Нестос, Марица) и озёра Дойран и Преспа питаются водами притоков, протекающих не только по территории Греции, но и соседних стран. Поэтому для Греции чрезвычайную важность приобретает необходимость координации своих усилий с другими государствами.

## Крайние точки

### Материковая Греция
- Северная точка — Орменион, периферийная единица Эврос, периферия Восточная Македония и Фракия (41°44′ с. ш. 26°11′ в. д.HGЯO)
- Южная точка — мыс Тенарон, периферийная единица Лакония, периферия Пелопоннес (36°23′ с. ш. 22°29′ в. д.HGЯO)
- Западная точка — Сайяда, периферийная единица Теспротия, периферия Эпир (39°41′ с. ш. 19°59′ в. д.HGЯO)
- Восточная точка — Питион, периферийная единица Эврос, периферия Восточная Македония и Фракия (41°23′ с. ш. 26°38′ в. д.HGЯO)

### Вся Греция
- Северная точка — Орменион, периферийная единица Эврос, периферия Восточная Македония и Фракия (41°44′ с. ш. 26°11′ в. д.HGЯO)
- Южная точка — остров Гавдос, периферийная единица Ханья, периферия Крит (34°49′ с. ш. 24°07′ в. д.HGЯO). Самая южная точка Греции одновременно является самый южной точкой всей Европы.
- Западная точка — остров Отони, периферийная единица Керкира, периферия Ионические острова (39°51′ с. ш. 19°23′ в. д.HGЯO)
- Восточная точка — остров Стронгили, периферийная единица Родос, периферия Южные Эгейские острова (36°07′ с. ш. 29°38,50′ в. д.HGЯO)

## Крайние высоты
- Наивысшая точка — вершина горы Олимп, периферийная единица Пиерия/Лариса, периферия Центральная Македония/Фессалия, 2917 м
- Глубочайшая впадина — впадина Калипсо, Ионическое море, −5267 м. Является самой глубокой впадиной Средиземного моря.